# هونزون

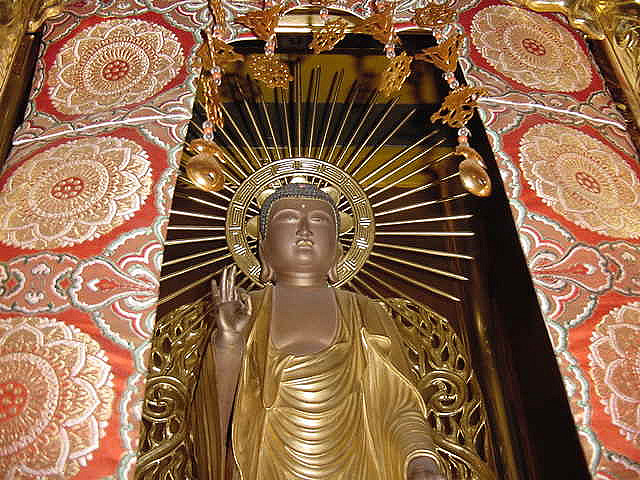
نمونه ای از هونزون

هونزون (به ژاپنی: 本尊 Honzon)، گاهی به عنوان گوهونزون (ご本尊 یا 御本尊) شناخته می‌شود، تصویر اصلی یا خدای اصلی در بوداگرایی ژاپنی است. تصویر از بودا (بوداساتوا)، بوداسف، یا ماندالا است که در یک معبد یا یک بوتسودان قرار دارد.
قبل از ورود بودیسم به ژاپن در قرن ششم، هیچ مدرکی از وجود هونزون در پرستش شینتو وجود نداشت. در واقع، استفاده از آن یک تأثیر فرهنگی از بودیسم بود.